# Болончен-де-Рехон
Болонче́н-де-Рехо́н (исп. Bolonchén de Rejón) — небольшой городок в Мексике, в штате Кампече, входит в состав муниципалитета Хопельчен. Численность населения, по данным переписи 2020 года, составила 4234 человека.

## Общие сведения
Название города составное: Bolonchén с языка майя можно перевести как девять скважин, а Rejón дано в честь родившегося здесь Мануэля Крессенсио Рехона — известного политика и юриста, участвовавшего в создании Конституции Мексики 1917 года.
Болонче́н был основан в 1682 году, а в 1870 году получил статус вильи. В 1956 году к его названию было добавлено Рехо́н.
Город расположен в 120 км восточнее столицы штата, города Сан-Франсиско-де-Кампече.
Чуть севернее Болончена находятся развалины древнего города майя, камни которого использовались с XVI по XIX века для текущего строительства. Южнее Болончена расположены пещеры Штакунбильхунан. В начале 1840-х эти места посещал исследователь Джон Ллойд Стефенс, но серьёзных открытий не сделал, хотя зародил интерес других учёных к этим местам. Так в 1973 году сюда прибыл Эрик фон Йов, сделавший множество интересных открытий.

## Население
| Год  | Численность | Численность |
| ---- | ----------- | ----------- |
| 2000 | 3633        | [ 5 ]       |
| 2005 | 3868        | [ 6 ]       |
| 2010 | 3975        | [ 7 ]       |
| 2020 | 4234        | [ 8 ]       |